# En vacker dag kan man se hur långt som helst
En vacker dag kan man se hur långt som helst (engelska: On a Clear Day You Can See Forever) är en amerikansk musikalfilm från 1970 i regi av Vincente Minnelli. Filmen är baserad på en musikal av Burton Lane och Alan Jay Lerner, som hade premiär på Broadway 1965. I huvudrollerna ses Barbra Streisand och Yves Montand. Filmen hade svensk premiär den 5 februari 1971 och blev en flopp.

## Handling
Daisy Gamble (Barbra Streisand) är en kvinna med konstiga krafter, hon kan bland annat höra telefoner innan de ringer och utför mirakel med sina blommor. När hon nu vill sluta röka för att göra sin fästman Warren glad går hon till en doktor som utför hypnos på henne. Men under hypnosen upptäcker doktorn att Daisy kan återvända till andra liv och andra personligheter och han förälskar sig i en av dessa.

## Rollista i urval
- Barbra Streisand – Daisy Gamble
- Yves Montand – Doktor Marc Chabot
- Bob Newhart – Doktor Mason Hume
- Larry Blyden – Warren Pratt
- Simon Oakland – Doktor Conrad Fuller
- Jack Nicholson – Tad Pringle
- John Richardson – Robert Tentrees
- Pamela Brown – Fru Fitzherbert
- Irene Handl – Winnie Wainwhisle
- Leon Ames – Clews